# Azambuja (freguesia)
A Freguesia de Azambuja é uma freguesia portuguesa do Município da Azambuja com 83,4 km² de área e 8257 habitantes (censo de 2021), tendo, por isso, uma densidade populacional de 99 hab./km².

## História
Foi batizada de "Vila Franca" em 1200 na Carta de Doação e Povoamento, quando D. Sancho I a concedeu em honra ou mercê perpétua ao seu 1.º senhor D. Rolim e aos seus companheiros de cruzada vindos da região da Flandres, que não fez subsumir a designação árabe ou moçárabe já cimentada "zambuja" ou "azabuja" que queria dizer em árabe “oliveira brava” ou zambujeiro.
Será o seu alcaide e senhor D. Rui Fernandes e sua mulher, D. Elvira Esteves que de comum acordo com os moradores, produzem por contrato o primeiro instrumento regulador da vida da comunidade da Vila e seu termo, a 17 de maio de 1272. Este instrumento vigorará até que em 17 de janeiro de 1513 D. Manuel lhe concede "foral novo", cabendo desde o início ao Senhorio da Vila a apresentação dos magistrados municipais, como estava estipulado nas Ordenações para os juízes ouvidores. Só em 1801 a nomeação do juiz de fora competirá ao tribunal superior do Desembargo do Paço.
De concelho mono paroquial até quase meados do século XIX, acaba esse mesmo século territorialmente unificado e como hoje o conhecemos.
Delimitado desde o século XII, o território da freguesia tem a peculiaridade de concentrar duas realidades geomorfológicas distintas e socioeconomicamente complementares, cuja fronteira artificial, é a linha do caminho de ferro. Para Norte, o “bairro” ou charneca de minifúndio ou pequena propriedade, com povoamento concentrado disperso, salvo a relativamente grande concentração urbana da Vila e, a Sul a grande propriedade na fértil planície da lezíria ou “campo”, que tem no grande Tejo o seu limite natural.
A urbanidade da Vila apresenta uma racionalidade funcional que sabiamente foi sendo implementada no tempo e no espaço, com os principais arruamentos e vias de circulação pública urbana na longitudinal Nascente-Poente, que se interligam por travessas e escadarias que vencem os naturais declives topográficos até aos pontos mais altos, como o esporão natural do Alto da Torre. Esta estruturação urbana, justifica que os essenciais serviços, comércio e monumentos se localizem na antiga Rua Direita, que conduzia à Praça, Paços do Concelho e Matriz (Rua Eng. Moniz da Maia e Rua Vítor Cordon, atual), como são o Marco da Légua, o Pelourinho, a Igreja Matriz e a Igreja da Misericórdia e Hospital do Espírito Santo. Agradavelmente pedonável, podemos dizer que na Azambuja histórica, cada recanto tem o seu encanto.
Como era natural, a geomorfologia e a expansão urbana, resultante de vários fenómenos sociais, económicos e demográficos, fez a malha urbana contínua crescer “grosso modo” para Norte do que se intui como centro histórico. A industrialização na segunda metade do século XX, a implementação de zonas e eixos industriais, posteriormente eleita pelos serviços do ramo da distribuição comercial das grandes superfícies da Grande Lisboa, resultou num substancial e positivo aumento demográfico e consequente aumento da área habitacional.
Aos quase 8 200 residentes, todos os dias chegam e passam centenas ou milhares de pessoas que aqui trabalham ou a caminho do trabalho. Apesar do Município e da Vila de Azambuja se localizarem no extremo Oriental Norte do Distrito de Lisboa a que pertence e o mais a Ocidente na margem Norte do Tejo da Comunidade Intermunicipal da Lezíria do Tejo onde se integra, dispõe e oferece acessibilidades e centralidades inquestionáveis. Estacão ferroviária terminal nas ligações suburbanas - Linha de Azambuja - fica a cerca de meia hora nos comboios regionais a Santarém no sentido Norte, tempo igual até Lisboa e Aeroporto General Humberto Delgado. A cerca de dez minutos estão os dois grandes acessos á A1, ou Autoestrada do Norte, quer se trate do nó de Aveiras de Cima como do Carregado, pela Estrada Nacional n.º 3.
A ponderação combinada de todos estes fatores, Azambuja acaba por reunir, oferecer e propiciar condições ímpares de atratividade e centralidade, constantemente e cada vez mais exigentes na promoção e desenvolvimento local, nacional e europeu.

## Demografia
A população registada nos censos foi:
| Distribuição da População por Grupos Etários | Distribuição da População por Grupos Etários | Distribuição da População por Grupos Etários | Distribuição da População por Grupos Etários | Distribuição da População por Grupos Etários |
| -------------------------------------------- | -------------------------------------------- | -------------------------------------------- | -------------------------------------------- | -------------------------------------------- |
| Ano                                          | 0-14 Anos                                    | 15-24 Anos                                   | 25-64 Anos                                   | > 65 Anos                                    |
| 2001                                         | 1084                                         | 986                                          | 3837                                         | 1007                                         |
| 2011                                         | 1477                                         | 786                                          | 4630                                         | 1297                                         |
| 2021                                         | 1229                                         | 1013                                         | 4412                                         | 1603                                         |

## Política
A Freguesia de Azambuja é administrada por uma junta de freguesia, liderada atualmente por André Salema, eleito nas eleições autárquicas de 2021 pelo Partido Socialista. Existe uma assembleia de freguesia, que é o órgão deliberativo, constituída por 13 membros.
Nas eleições de 2021 o partido mais representado na Assembleia de Freguesia foi o PS com 5 membros, seguida da coligação Pelo Futuro da Nossa Terra (PSD/CDS-PP/MPT/PPM) com 5, do CH com 1, a CDU com 1 e o BE com 1. Esta assembleia elegeu os 5 vogais da Junta de Freguesia, todos eles do PS. A presidente da Assembleia de Freguesia é Natacha Correia do PS.[carece de fontes?]
| Órgão                   | PS | PSD/CDS-PP/MPT/PPM | CH | PCP-PEV | BE |
| Assembleia de Freguesia | 5  | 5                  | 1  | 1       | 1  |
| Junta de Freguesia      | 5  | 0                  | 0  | 0       | 0  |

## Património
- Igreja Matriz da Azambuja ou Igreja de Nossa Senhora da Assunção
- Igreja e edifício da Misericórdia da Azambuja
- Marco de légua à entrada da Azambuja
- Pelourinho da Azambuja
- Castro de Vila Nova de São Pedro
- Palácio das Obras Novas, conhecido também por Palácio da Rainha e Mala Postal Fluvial.

### Outros
Segundo o SIPA – Sistema de Informação para o Património Arquitectónico, estão também inventariados como património desta freguesia:
- Casa na Rua Cândido de Abreu, nº 33
- Casa na Rua Jaime Abreu da Mota, nº 20 -22
- Centro Infantil, Lar e Complexo Desportivo
- Correios, Telégrafos e Telefones, CTT, da Azambuja
- Escola régia da Azambuja
- Hospital da Misericórdia da Azambuja
- Jardim da Praça D. Manuel I
- Jardim Público da Azambuja
- Mercado da Azambuja
- Núcleo urbano da vila de Azambuja
- Praça de touros da Azambuja
- Quinta do Valverde

## Personalidades ilustres
- Senhor da Azambuja e Conde da Azambuja